# محمودآباد (مشکان)
محمودآباد (مشکان)، روستایی از توابع بخش مشکان شهرستان نی‌ریز در استان فارس ایران است.

## جمعیت
این روستا در دهستان مشکان قرار دارد و بر اساس سرشماری مرکز آمار ایران در سال ۱۳۸۵، جمعیت آن ۱۶ نفر (۶ خانوار) بوده‌است.